# Inji Efflatoun
Inji Efflatoun (1924-1989) est une peintre égyptienne, et une militante marxiste et féministe. Elle est considérée comme une pionnière et une des artistes importantes en Égypte au XXe siècle,.

## Biographie
Inji Efflatoun est née au Caire en 1924 dans une famille traditionnelle musulmane. Son père est un entomologiste et un propriétaire foncier et sa mère est une conceptrice de vêtements qui sert également dans le comité des femmes du Croissant Rouge Égyptien. Pendant son cursus scolaire, elle s'intéresse déjà à la peinture et ses parents l'encouragent. Elle suit notamment des cours privés auprès de l’artiste Kamâl al-Tilmissâni. Il lui fait découvrir les mouvements surréaliste et cubiste et elle intègre « Art et Liberté », un groupe d’artistes et d’intellectuels d’orientation communiste.
Elle découvre également le marxisme au lycée français du Caire. En 1944, elle rejoint l'Iskra, un parti de la jeunesse communiste
Après avoir obtenu son diplôme de l'Université du Caire, elle est, avec Latifa al-Zayyat, l'une des membres fondatrices, en 1945, de la Rabitat Fatayat à jami'wa al ma' ahid (Ligue des jeunes femmes de l'Université et des Instituts). La même année, elle représente la Ligue lors de la première conférence de la Fédération démocratique internationale des femmes à Paris. Se consacrant aux droits des femmes et à la politique, elle privilégie ce militantisme à la peinture durant ces années 1946-1948. Elle publie les pamphlets politiques : Thamanun milyun imraa ma anna (Quatre-vingts millions de femmes avec nous) en 1948 et Nahnu al-nisâ ' al-misriyyat (Nous les femmes égyptiennes) l'année suivante,. En 1949, elle devient membres fondateurs du premier congrès du Premier Conseil de la Paix de l'Égypte. Elle rejoint Harakat ansar al salam (Mouvement des amis de la paix) dans les années 1950. Elle est arrêtée et secrètement emprisonnée pendant la répression par Nasser des communistes en 1959. Après sa libération, en 1963, elle consacre la plupart de son temps à la peinture.

## Peinture
Son intérêt pour la peinture est ravivé à la fin des années 1940, après une visite de Louxor, de la Nubie, et d'oasis égyptiennes. Lors de ces voyages, elle a l'occasion de pénétrer dans les maisons et d'esquisser les hommes et les femmes au travail. Elle étudie pendant un an avec l'artiste suisse, Margo Veillon, qui est né en Égypte. Au cours de cette période, elle organise des expositions personnelles au Caire et à Alexandrie, et est exposée à la Biennale de Venise en 1952, et à la Biennale de São Paulo en 1956. À partir de 1956, influencée par la peinture d'un de ses amis, le peintre mexicain David Alfaro Siqueiros, elle se penche vers le réalisme socialisme. Ses « coups de pinceau colorés » rappellent à  certains observateurs la manière d'un Vincent van Gogh ou d'un Pierre Bonnard.
À la suite de sa libération, elle se consacre davantage à son art, son style devient plus léger et plus joyeux, notamment par l'utilisation des couleurs vives pour représenter la campagne et la vie quotidienne. Elle expose à Rome et à Paris en 1967, Dresde, Berlin, Varsovie et Moscou en 1970, Sofia en 1974, Prague en 1975, New Delhi en 1979. En 1975, elle organise et expose dans l'exposition Ten Egyptian Women Paintersover Half a Century, au Caire.
Elle meurt en 1989, sans avoir pu mener à bien son dernier projet, écrire ses mémoires.

## Œuvres majeures
Mathbahat Dinshaway (Le Massacre de Dinshaway), années 1950
Old Sailor, 1958
Portrait of a Prisoner, 1960
Soldier (Fedayeen), 1970

## Collections
Plusieurs œuvres d'Inji Efflatoun sont présentées dans les collections permanentes du Palais de Taz du Caire. Son travail fait aussi partie des collections du Mathaf Arab Museum of Modern Art à Doha, au Musée d'art moderne égyptien et au Gezira Center for Modern Art au Caire.

## Distinction
Elle est décorée de la médaille de Chevalier des Arts et des Lettres par le ministre de la culture française en 1985.
En 2019, pour le 95ème anniversaire de sa naissance un Google Doodle lui a été dédié.